# Bitka na Zlatici
Bitka na Zlatici e bila bitka, ki je potekala 12. decembra 1443 med Osmanskim cesarstvom in ogrsko-srbsko križarsko vojsko na prelazu Zlatica (bolgarsko Златишки проход, turško Izladi Derbendi) na Stari planini, ki se je končala s prepričljivo zmago Osmanov. Nestrpnost poljskega kralja Vladislava III. in ostre zimske razmere so februarja 1444 Janosa Hunyadija prisilile na umik v Srbijo.

## Ozadje
Leta 1440 je Janos Hunyadi postal zaupni svetovalec in najbolj cenjen vojak kralja Vladislava III. Poljskega. Za zasluge je bil nagrajen s položajem poveljnika Beograda in vojnih operacij proti Osmanskemu cesarstvu. Poleg tega je dobil velike posesti na vzhodnem Ogrskem. Hunyadi se je kljub skromnim virom izkazal za izjemno sposobnega branilca meje Ogrskega kraljestva. Leta 1441 je v Semenderiji pri Nagyszebenu v Transilvaniji premagal Izak Bega in vrnil Vlaško pod ogrsko oblast. Julija 1442 je pri Džerdapu porazil veliko osmansko vojsko 80.000 mož pod Sehabbedinovim poveljstvom. Po teh zmagah je postal v krščanskem svetu znan kot zaklet sovražnik Osmanov. Zmage so ga spodbudile, da se je leta 1443 skupaj s kraljem Vladislavom III. odpravil na tako imenovani Dolgi pohod, na katerem se je zgodila tudi bitka pri Nišu. 

## Bitka
Križarji do bitke na Zlatici niso naleteli na glavnino osmanske vojske, ampak samo na mestne garnizije na poti proti Odrinu. Pri Zlatici so naleteli na močne in dobro razvrščene enote osmanske vojske. Ostra zima je dajala veliko prednost branilcem pod poveljstvom Kasim Paše. Križarji so pokušali pot proti Odrinu nadaljevati skozi gozd Sredna gora. Ko so prišli do prelaza Zlatica, jim je pot zaprla zelo močna osmanska vojska. Izredno mrzlo vreme je oviralo redno oskrbovanje vojske, razen tega pa jih je stalno napadala Kasimova vojska.

## Posledice
Po bitki na Zlatici in kasnejšem umiku križarjev sta bila bojišče in cela regija popolnoma uničena. Srbija je bila opustošena, Sofija in okoliške vasi pa do tal požgane. Od pohoda leta 1443 je imel koristi samo Đurađ Branković.
Križarji so na poti domov iz zasede napadli in v bitki pri Kunovici porazili zasledovalce. Mahmud Beja, zeta sultana Murata II. in brata velikega vezirja Çandarlı Halil Paše, so ujeli in zaprli.

## Zgodovinski viri
Zmagovalec bitke je po mnenju zgodovinarjev sporen. Po mnenju Halila Inalcika je najbolj zanesljiv vir podatkov o dogodkih, povezanih z bitkama na Zlatici in pri Varni, delo "İzladi ve Varna Savaşları (1443–1444) Üzerinde Gazavatnâme" neznanega osmanskega letopisca.